# Natrocalcite
La natrocalcite o natrochalcite è un minerale appartenente al gruppo della tsumcorite.